# Harrisburg (Dakota del Sur)
Harrisburg es una ciudad ubicada en el condado de Lincoln en el estado estadounidense de Dakota del Sur. En el Censo de 2010 tenía una población de 4.089 habitantes y una densidad poblacional de 636,09 personas por km².

## Geografía
Harrisburg se encuentra ubicada en las coordenadas 43°25′54″N 96°42′12″O / 43.43167, -96.70333. Según la Oficina del Censo de los Estados Unidos, Harrisburg tiene una superficie total de 6.43 km², de la cual 6.43 km² corresponden a tierra firme y (0%) 0 km² es agua.

## Demografía
Según el censo de 2010, había 4.089 personas residiendo en Harrisburg. La densidad de población era de 636,09 hab./km². De los 4.089 habitantes, Harrisburg estaba compuesto por el 96.82% blancos, el 0.51% eran afroamericanos, el 0.17% eran amerindios, el 0.27% eran asiáticos, el 0% eran isleños del Pacífico, el 0.2% eran de otras razas y el 2.03% pertenecían a dos o más razas. Del total de la población el 1.32% eran hispanos o latinos de cualquier raza.